# 岡田正大
岡田 正大（おかだ まさひろ、1962年 - ）は、日本の経営学者・経営コンサルタント。慶應義塾大学大学院経営管理研究科（慶応ビジネススクール）教授。
EMBAプログラム・ダイレクター。学会:企業と社会フォーラム(JFBS)会長。
大学では総合経営（経営戦略）、戦略コンサルティング（ボストンコンサルティングループ寄付講座）等　担当

## 略歴
1980年筑波大学附属中学校・高等学校、1985年早稲田大学政治経済学部政治学科卒業。本田技研工業勤務を経て、1993年慶應義塾大学大学院経営管理研究科修士課程修了。アーサー・D・リトル日本法人にてコンサルティング業務の後、1999年オハイオ州立大学より経営学博士号取得。
1999年慶大院経営管理研究科専任講師、2002年助教授、2013年教授。

## 著書

### 訳書
- ジェイ・B・バーニー『企業戦略論 上・中・下』（ダイヤモンド社, 2003年）

### 分担執筆
- （企業と社会フォーラム）『持続可能な発展とイノベーション』（千倉書房, 2013年）
- （慶應義塾大学ビジネス・スクール）『経営人材を育てる!』（慶應義塾大学出版会, 2013年）
- （日本経済新聞社）『仕事に役立つ経営学』（日本経済新聞社, 2014年）